# شويعراوية
الشويعراوية (الاسم العلمي: Bromeae) هي قبيلة من النباتات تتبع الفصيلة النجيلية من رتبة القبئيات.

## أجناس الشويعراوية
- الشويعرة